# シランパカムイ
シランパカムイ(アイヌ語: Sirampa kamuy)は、アイヌの信仰するカムイの一柱で、樹木や穀物、その他の植物などを司る男性の神格である。そのため、木材によって作られる家庭にある多くの道具のカムイとしても信じられている。彼はまた、狩猟を司る女性のカムイであるハシナウウクカムイの兄として描写されることもある。